# Сюдюрнес
Сюдюрнес (исл. Suðurnes — «Южный мыс») — регион в Исландии.
Регион Сюдюрнес является одним из 8 регионов Исландии и находится в юго-западной части страны. В географическом плане занимает большую часть полуострова Рейкьянес. На западе и юге от региона Сюдюрнес находится Атлантический океан; на севере от него лежит регион Хёвюдборгарсвайдид, на востоке — регион Сюдюрланд. Площадь Сюдюрнеса составляет 829 км². Численность населения — 21 564 человека (на 1 декабря 2008 года). Плотность населения равна 26,35 чел./км². Центр региона — Кеблавик.

## Население
| Год  | Население | Процент от общего населения Исландии |
| ---- | --------- | ------------------------------------ |
| 1920 | 2497      | 2,64 %                               |
| 1930 | 2820      | 2,60 %                               |
| 1940 | 3472      | 2,86 %                               |
| 1950 | 5058      | 3,51 %                               |
| 1960 | 8924      | 4,98 %                               |
| 1970 | 10 584    | 5,17 %                               |
| 1980 | 13 302    | 5,75 %                               |
| 1990 | 15 202    | 5,90 %                               |
| 2000 | 16 491    | 5,79 %                               |
| 2010 | 21 359    | 6,72 %                               |

## Административное деление
В административном отношении Сюдюрнес подразделяется на 1 округ (сислу) и 2 «свободные общины».
| Адм. единица     | Население, чел. (2006) | Площадь, км²     | Административный центр |                  |
| Свободная община | Свободная община       | Свободная община | Свободная община       | Свободная община |
| ---------------- | ---------------------- | ---------------- | ---------------------- | ---------------- |
| Рейкьянесбайр    | 11 928                 | 144,6            | Кеблавик               |                  |
| Гриндавикюрбайр  | 2697                   | 433,6            | Гриндавик              |                  |
| Сисла            |                        |                  |                        |                  |
| Гюдльбрингю      | 4255                   | 250,3            | Хабнарфьордюр          |                  |
| Всего            | 18 880                 | 828,5            |                        |                  |